# Орден југословенске заставе
Орден југословенске заставе (словен. Red jugoslovanske zastave; мкд. Орден на југословенското знаме) био је одликовање Социјалистичке Федеративне Републике Југославије у пет редова. Први ред овог одликовања био је осми у реду важносном реду одликовања СФРЈ.
Орден југословенске заставе првог, другог и трећег реда установио је председник Владе ФНР Југославије Јосип Броз Тито 26. новембра 1947. године (изузев другог реда које је установљено 14. новембра 1955). Законом о изменама и допунама Закона о одликовањима ФНРЈ од 1. марта 1961. извршена је измена назива ордена, па је од тада орден имао следеће редове:
- Орден југословенске заставе са лентом (раније Орден југословенске заставе I реда) — осмо одликовање у важносном реду југословенских одликовања.
- Орден југословенске заставе са златним венцем (раније Орден југословенске заставе II реда) — 19. одликовање у важносном реду југословенских одликовања.
- Орден југословенске заставе са златном звездом на огрлици (раније Орден југословенске заставе III реда) — 28. одликовање у важносном реду југословенских одликовања.
- Орден југословенске заставе са златном звездом (раније Орден југословенске заставе IV реда) — 32. одликовање у важносном реду југословенских одликовања.
- Орден југословенске заставе са сребрном звездом (раније Орден југословенске заставе V реда) — 35. одликовање у важносном реду југословенских одликовања.

Додељивање Ордена југословенске заставе почело је децембра 1947. године.
Ордени југословенске заставе са лентом (I реда) посебно су се додељивали држављанима несврстаних земаља (од 1961. године), државним и политичким дужносницима у рангу министра и страним амбасадорима након завршетка њихове дипломатске мисије у Југославији. Орденом југословенске застава са лентом одликован је до 31. децембра 1985. године 1,081 страни држављанин и 342 држављанина СФРЈ.
Орден југословенске заставе са златним венцем (II реда) додељивао се страним државним подсекретарима, шефовима протокола, истакнутим учењацима, професорима, писцима, уметницима и публицистима. До краја 1985. године, овим орденом одликовано је 1,443 страних и домаћих држављана.
Орден југословенске заставе са златном звездом на огрлици (III реда) додељивао се начелницима одељења у страним министарствима, вишим саветницима, истакнутим привредницима и јавним делатницима, професорима и слично. Орден југословенске заставе са златном звездом на огрлици добило је до краја 1985. године 1,300 страних и југословенских држављана.
Орден југословенске заставе са златном звездом (IV реда) додељивао се саветницима у државној администрацији страних земаља, првим секретарима у министарствима спољних послова и слично. Овај орден добило је до краја 1985. године укупно 955 особа.
Орден југословенске заставе са сребрном звездом (V реда) додељивао се углавном секретарима у страним министарствима спољних послова и другим чиновницима њихова ранга у дипломатско-конзуларној струци. Овим орденом одликовано је 769 страних и домаћих особа.
Занимљиво и необично је да су се нижи редови ордена делили у мањој количини, него виши редови.
Доношењем Закона о одликовањима Савезне Републике Југославије, 4. децембра 1998. орден је поново уведен, али овог пута као шесто највише одликовање иза Ордена за храброст, па је од тада орден имао следеће редове:
- Орден југословенске заставе I реда — шесто одликовање у важносном реду одликовања.
- Орден југословенске заставе II реда — 19. одликовање у важносном реду одликовања.
- Орден југословенске заставе III реда — 30. одликовање у важносном реду одликовања.

Додељивао се за нарочите заслуге за државу и за дела у којима је патриотизам дошао до снажног изражаја.

## Изглед и траке одликовања

### СФРЈ
| Орден југословенске заставе са лентом | Орден југословенске заставе са златним венцем | Орден југословенске заставе са златном звездом на огрлици | Орден југословенске заставе са златном звездом | Орден југословенске заставе са сребрном звездом |
| ------------------------------------- | --------------------------------------------- | --------------------------------------------------------- | ---------------------------------------------- | ----------------------------------------------- |
| Изглед одликовања                     |                                               |                                                           |                                                |                                                 |
|                                       |                                               |                                                           |                                                |                                                 |
| Траке одликовања                      |                                               |                                                           |                                                |                                                 |
|                                       |                                               |                                                           |                                                |                                                 |

### СРЈ
Орден југословенске заставе првог степена састоји се од звезде, ленте и орденског знака. Подлога звезде је шестокрака сребрна звезда изражених канелираних зрака са зупчастим врховима, пречника 83мм, на којој се налази петокрака сребрна звезда рецкасте површине, пречника 54мм, између чијих крака се налазе позлаћени краци канелиране површине и зупчастих крајева. Средишњи део израђен од легуре бакра и цинка, састоји се од позлаћеног ловоровог венца, пречника 22мм, преко кога се хоризонтално простире Застава Савезне Републике Југославије, емајлирана одговарајућим бојама, дуга 26мм, широка 9мм. Лента ордена израђена је од плаве моариране свиле, ширине 100мм, на чијим ивицама се налазе по једна бела и црвена пруга, ширине 2,5мм. Крајеви ленте завршавају се машном на којој се налази орденски знак.
Орденски знак је израђен од сребра и по композицији је исти као и средишњи део који се налази на звезди ордена и димензије је 65мм. На њему ја аплицирана застава Савезне Републике Југославије, израђена од легуре бакра и цинка и емајлирана у одговарајућим бојама. Око заставе је позлаћени ловоров венац димензије 22мм. Застава је дуга 22мм, а широка 9мм. Врпца ордена израђена је од плаве моариране свиле, ширине 36мм, са по једном усправном црвеном и белом пругом на ивицама. Црвена пруга је широка 1мм, а бела - 2мм. На средини врпце налази се позлаћени грб Савезне Републике Југославије, висине 7мм. Звезда Ордена југословенске заставе првог степена носи се на левој страни груди, а лента преко груди - са десног рамена ка левом боку.
Орден југословенске заставе другог степена састоји се од звезде и орденског знака. Звезда ордена је по композицији и материјалу иста као и звезда Ордена југословенске заставе првог степена, али нема десетокраку сребрну звезду као подлогу. Звезда, са канелираним
зрацима, има пречник 63мм. Орденски знак је исти као и звезда ордена, али се на наличју средишњег дела налази, на белој емајлираној подлози, позлаћени грб Савезне Републике Југославије. На врху орденског знака налази се позлаћеии ловоров венац овалног облика, дужине
25мм, са позлаћеном кариком дугом 37мм и широком 4мм, кроз који је провучена трака од плаве моариране свиле, ширине 36мм, са пo једном белом и црвеном пругом на ивицама, ширине по 2мм. Врпца ја као код Ордена југословенске заставе првог степена, с тим што је грб Савезне Републике Југославије посребрен. Звезда Ордена југословенске заставе другог степена носи се на десној страни груди, а орденски знак - о врату.
Орден југословенске заставе трећег степена састоји се од орденског знака, који је истоветан са орденским знаком Ордена југословенске заставе другог степена. Врпца ордена уређена је од плаве моариране свиле, ширине 36мм, са по једном усправном црвеном и белом пругом на ивицама. Црвена пруга широка је 1мм, а бела - 2мм. Орден југословенске заставе трећег степена носи се о врату.
| Орден првог реда | Орден другог реда | Орден трећег реда |
| ---------------- | ----------------- | ----------------- |
| Траке одликовања |                   |                   |
|                  |                   |                   |